# Breviceps bagginsi
Espèce
Statut de conservation UICN

 NT  : Quasi menacé
Breviceps bagginsi est une espèce d'amphibiens de la famille des Brevicipitidae.

## Répartition et habitat
Cette espèce est endémique du KwaZulu-Natal en Afrique du Sud. Elle vit dans les prairies entre 25 et 1 400 m d'altitude.

## Étymologie
Cette espèce est nommée en référence au personnage Bilbo Baggins.

## Publication originale
- Minter, 2003 : Two new cryptic species of Breviceps (Anura: Microhylidae) from southern Africa. African Journal of Herpetology, vol. 52, no 1, p. 9–21.